# Manduca rustica
Manduca rustica ist ein Schmetterling (Nachtfalter) aus der Familie der Schwärmer (Sphingidae).

## Merkmale
Die Falter haben eine Vorderflügellänge von 52 bis 69 Millimetern. Mit ihrer dunkel schokoladebraunen Grundfarbe und der auffälligen weißen Musterung auf beiden Flügelpaaren unterscheidet sich die Art deutlich von den übrigen Arten der Gattung Manduca. Es besteht eine gewisse Ähnlichkeit zu Manduca albiplaga, die jedoch größer ist und am Kopf eine auffällige weiße Beschuppung aufweist. Außerdem trägt die Art eine auffällige weiße Binde am ersten Hinterleibssegment. Die Musterung von Manduca rustica ist in der Intensität der weißen Beschuppung nur wenig variabel.

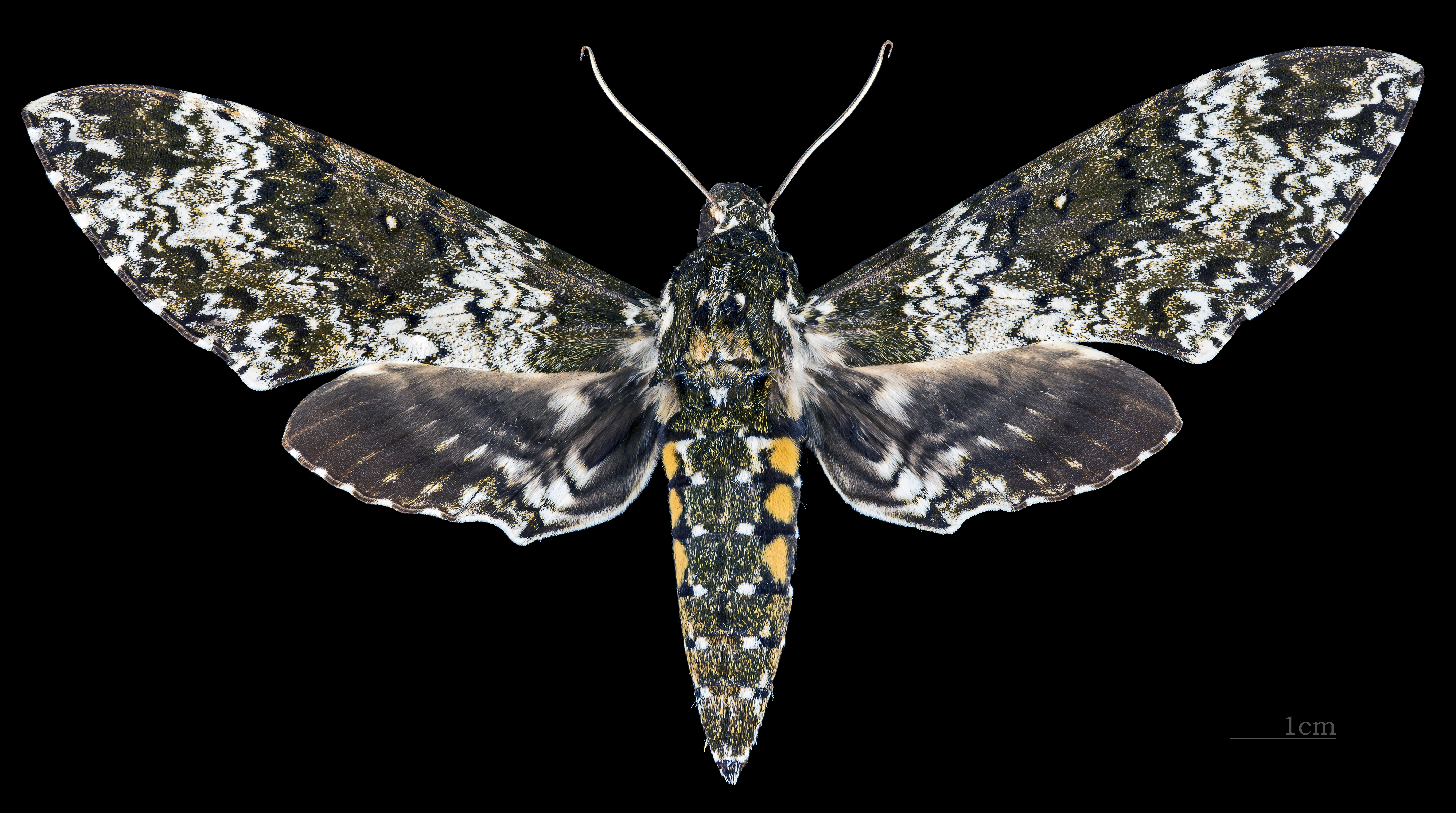
Manduca rustica rustica  ♂ Dorsalansicht
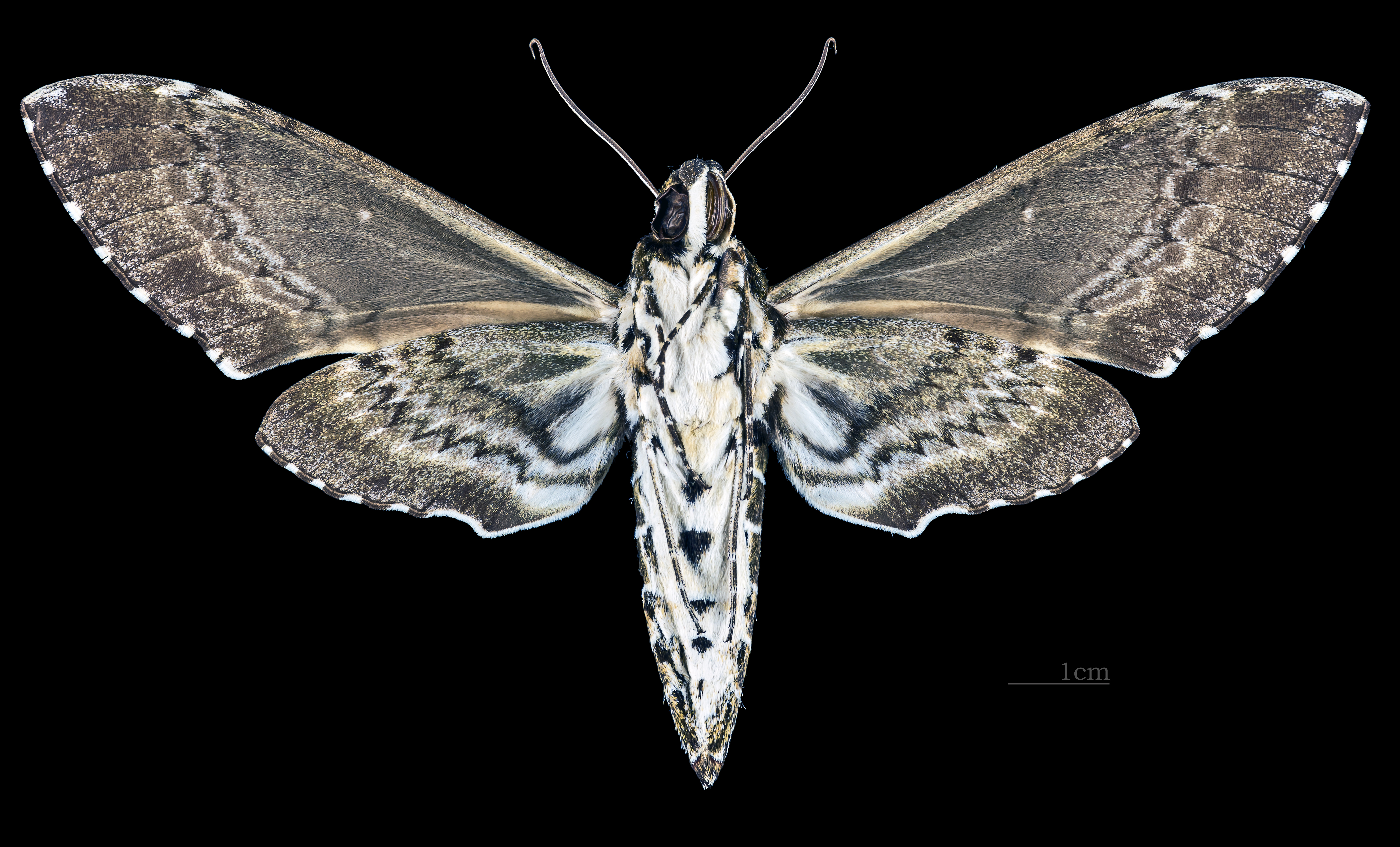
Manduca rustica rustica ♂  △ Ventralansicht

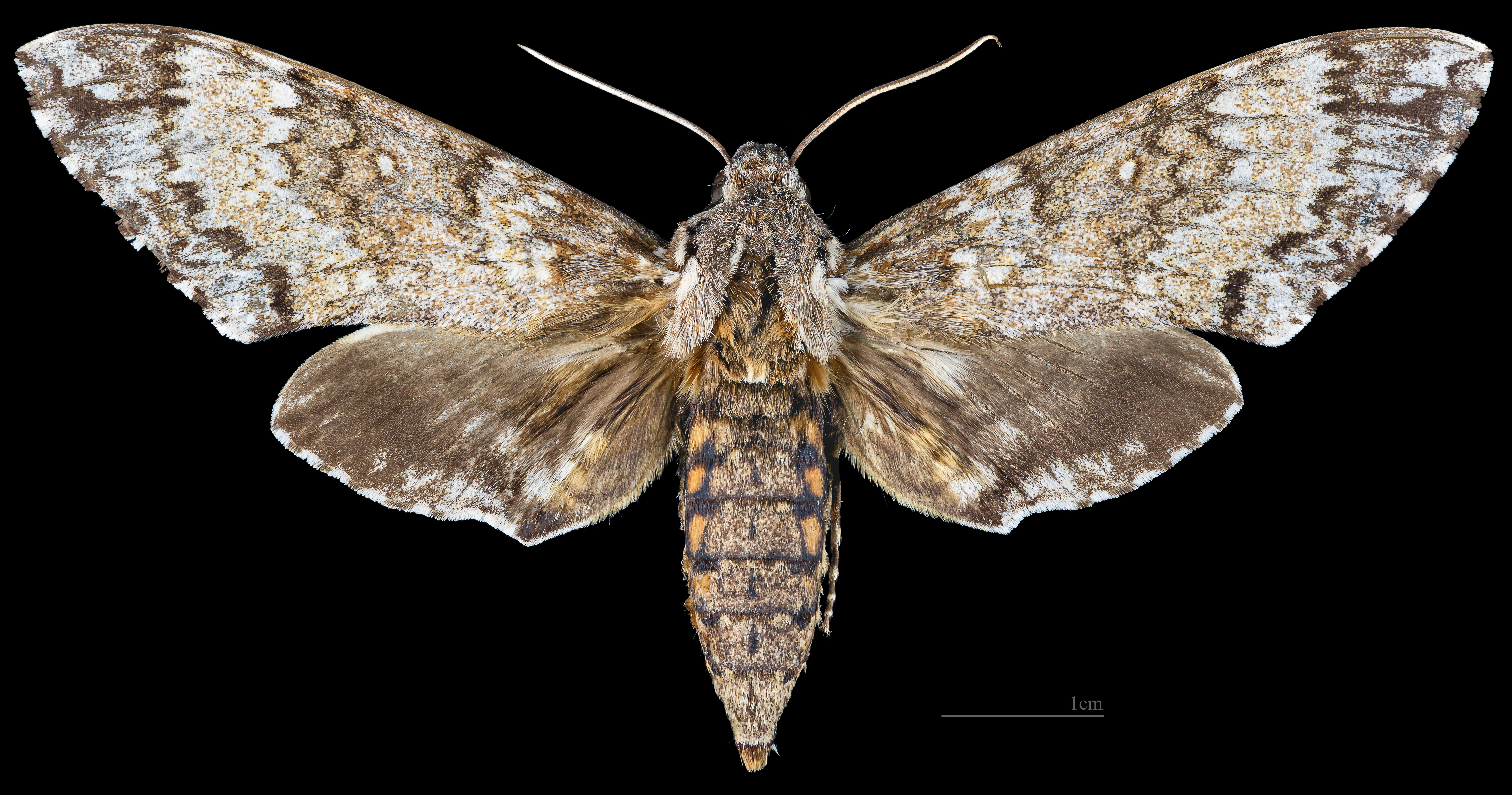
Manduca rustica calapagensis,  ♀ Dorsalansicht
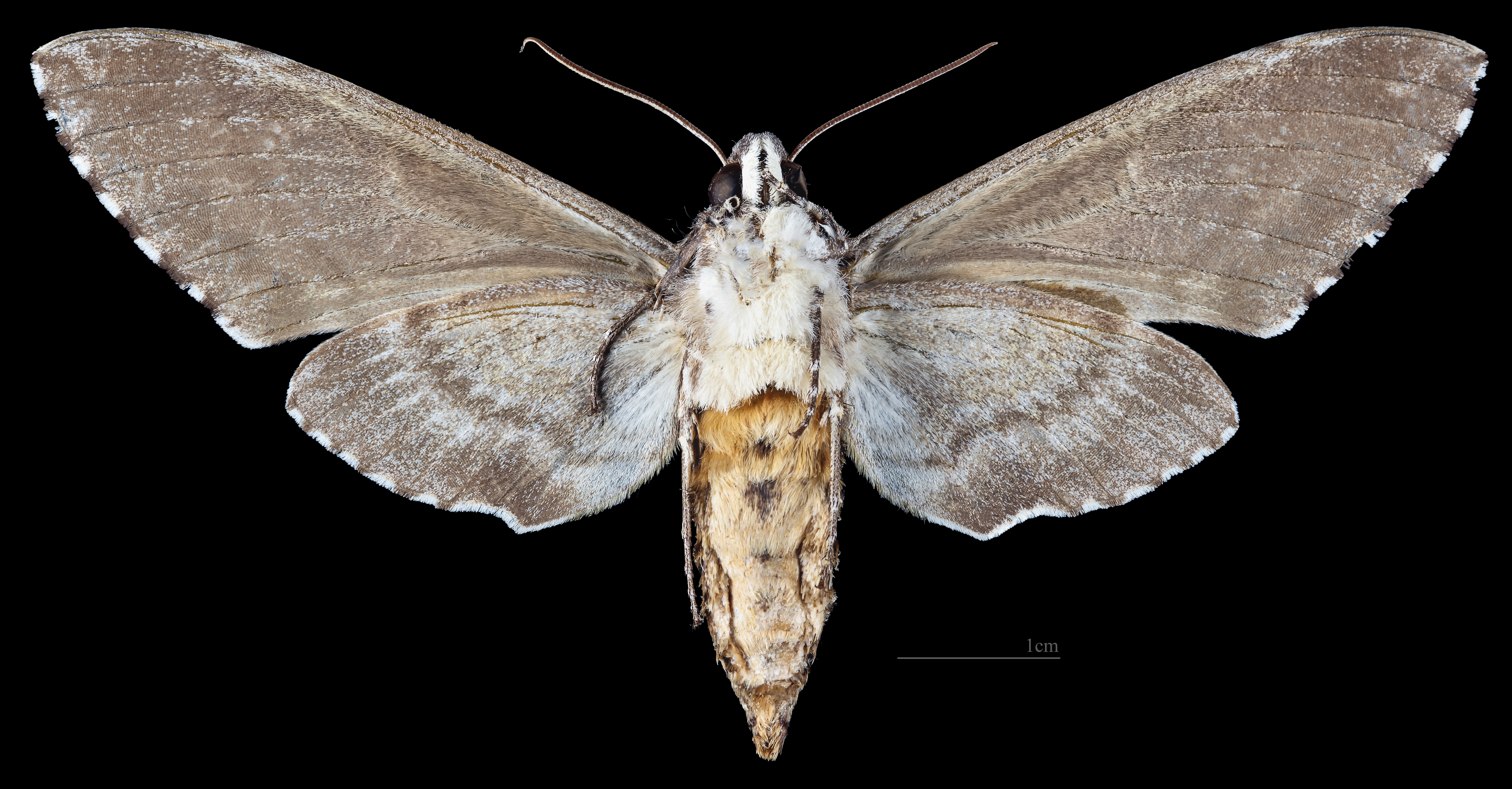
Manduca rustica calapagensis, ♀ △ Ventralansicht
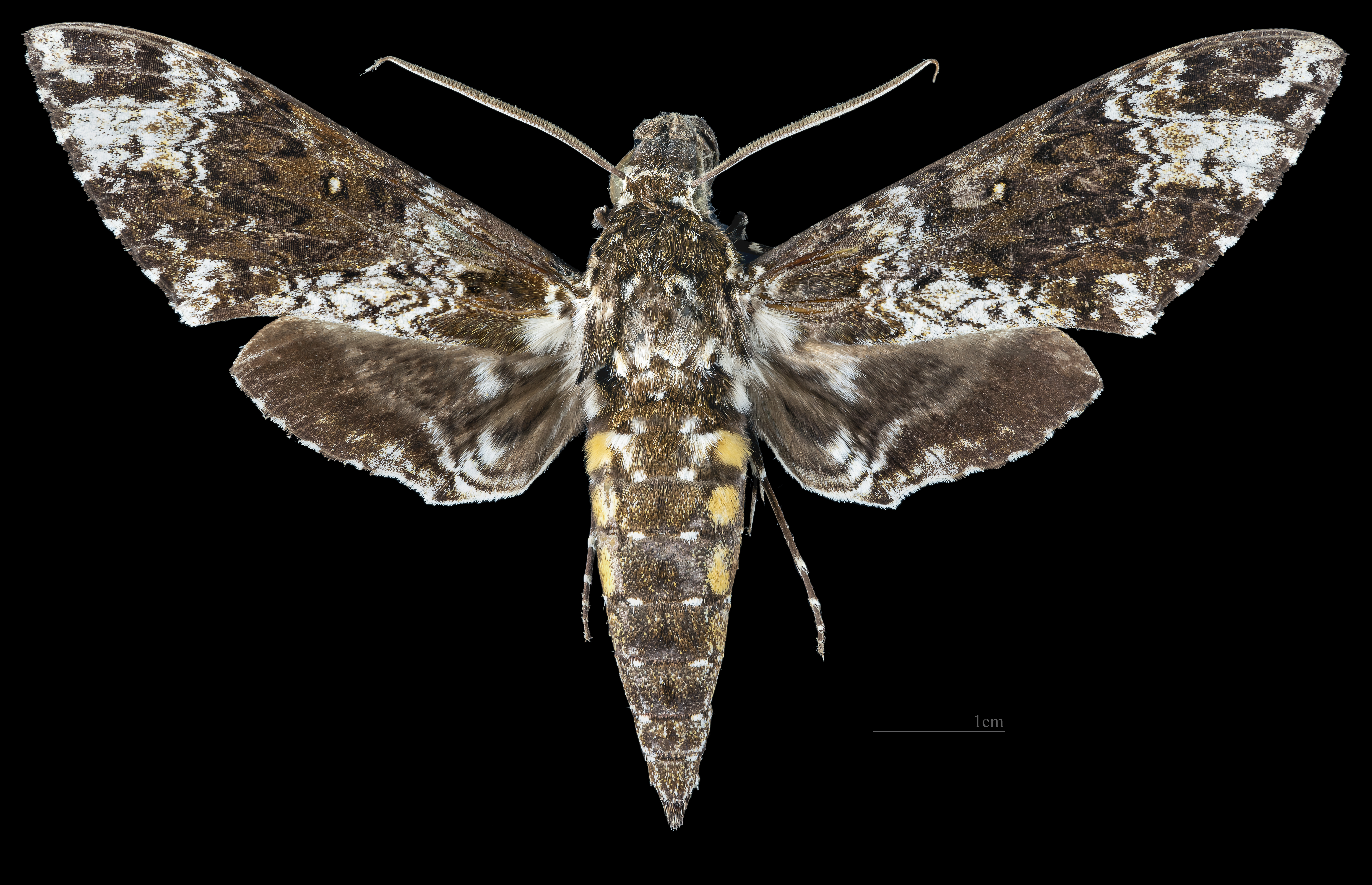
Manduca rustica cubana ♂ Dorsalansicht
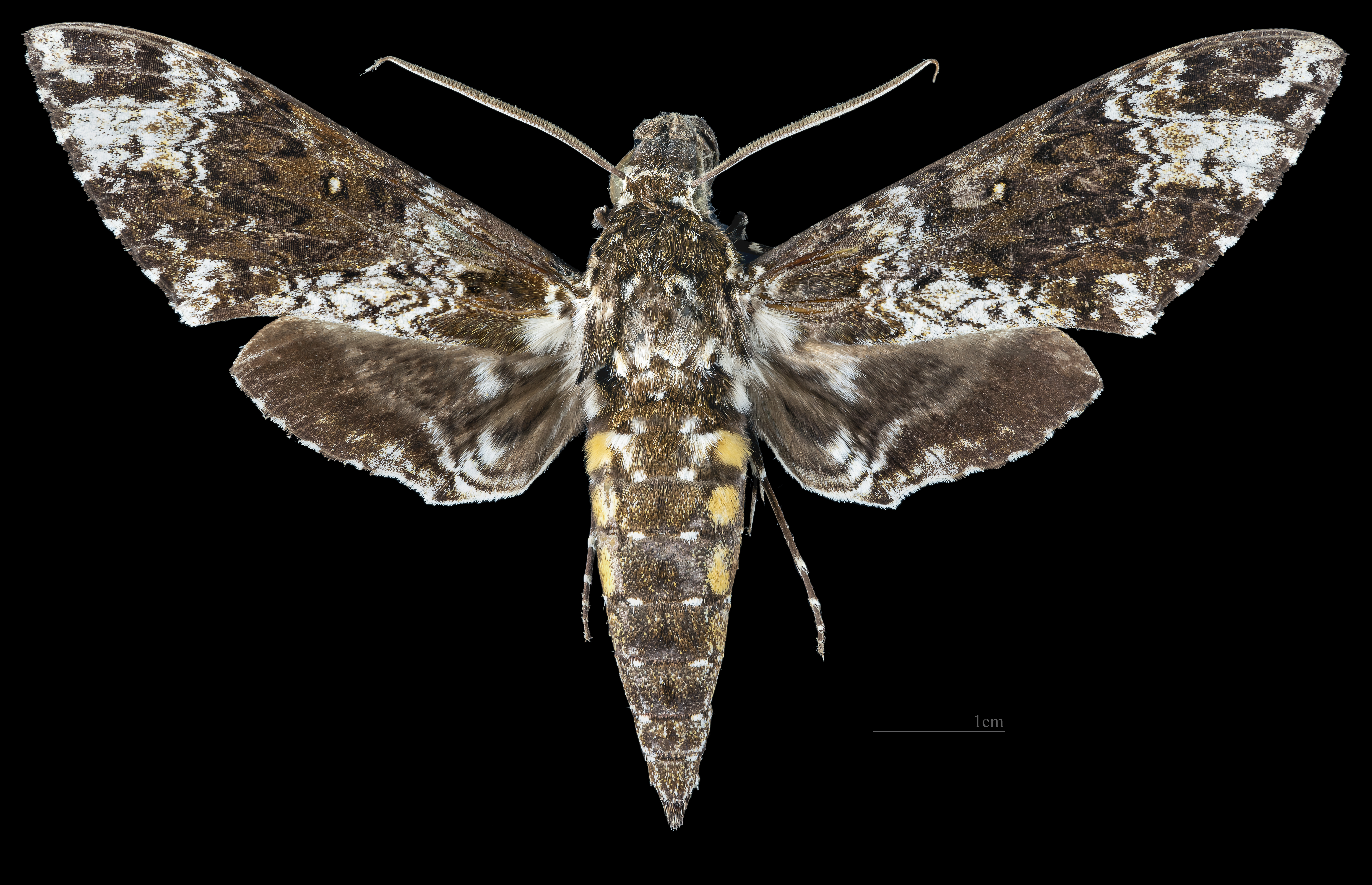
Manduca rustica cubana  ♂ △ Ventralansicht
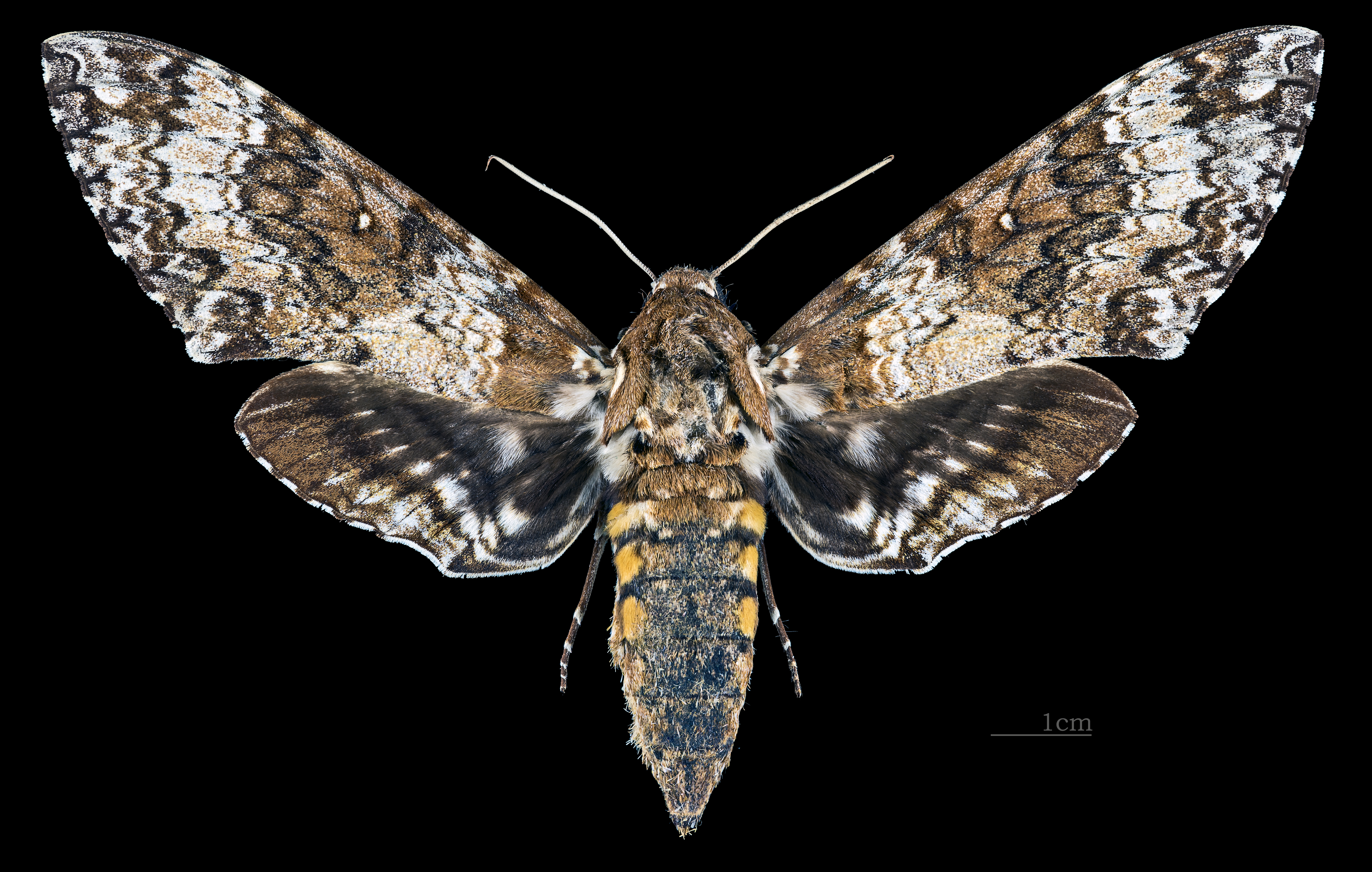
Manduca rustica harterti   ♂ Dorsalansicht
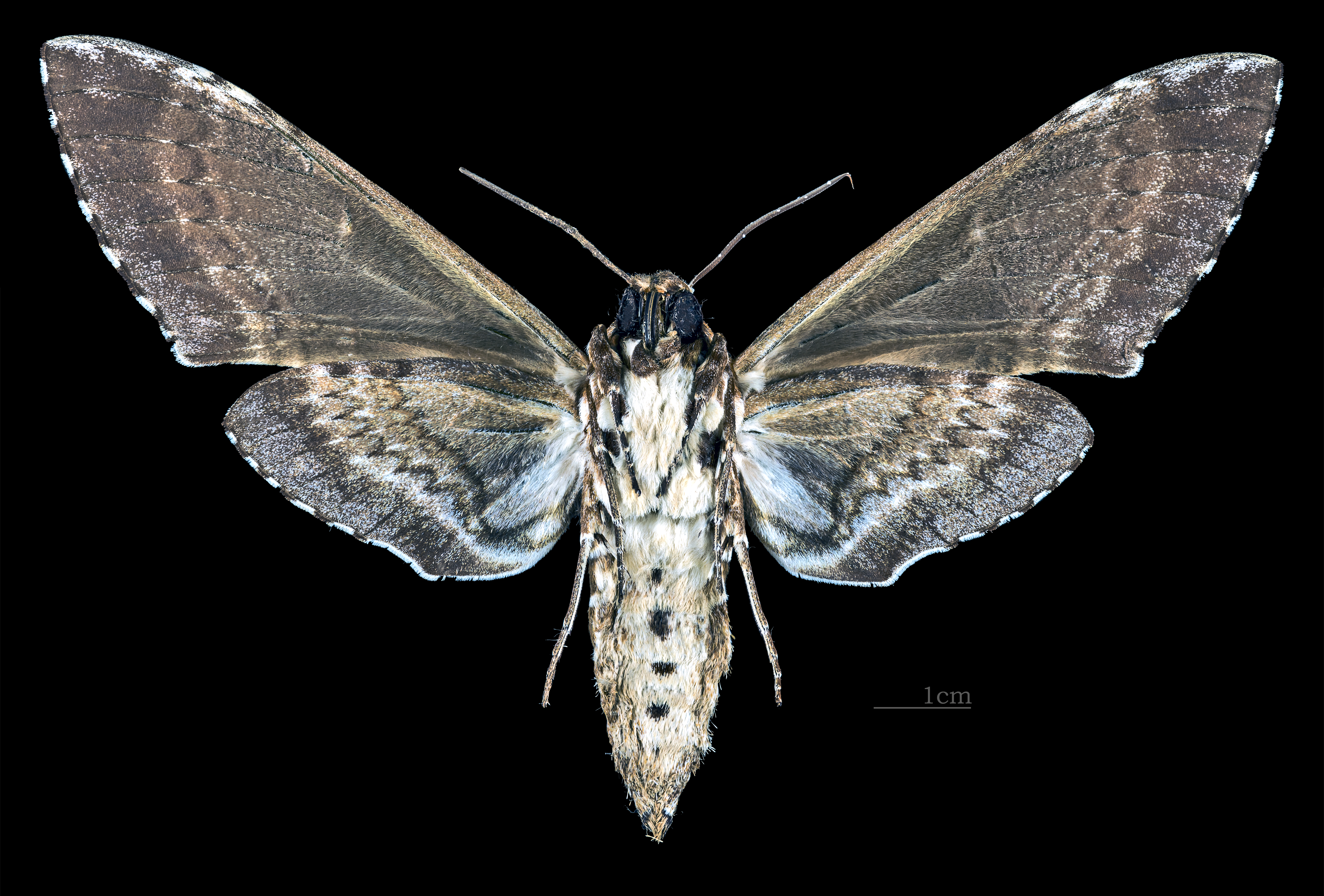
Manduca rustica harterti   ♂ Ventralansicht

Die Raupen sind auf Grund ihrer Größe, der sieben Paar schrägen, violetten Seitenstreifen und des langen, körnigen Analhorns leicht bestimmbar.
Die Puppe ist sehr dunkelbraun und hat eine freie Rüsselscheide, die in einer starken Verdickung endet. Der kurze, breite Kremaster endet in einer stumpfen Doppelspitze.

## Vorkommen
Die Art ist vorwiegend neotropisch verbreitet, besiedelt aber auch eine Reihe von Staaten der Vereinigten Staaten. Ihre nördlichste Verbreitung hat die Art in Delaware, wobei sich die Verbreitung nach Westen über das untere Mississippi-Tal erstreckt. Manduca rustica kann in Texas, dem Süden New Mexicos und Arizona sowie dem Süden Kaliforniens häufig sein. Im Spätsommer und frühen Herbst kann sie als Irrgast bis in den Süden Québecs, den Südwesten Ontarios und Südosten Manitobas nachgewiesen werden. Die südliche Verbreitung reicht über Mexiko und Mittelamerika südlich bis nach Uruguay.
Manduca rustica besiedelt verschiedene Lebensräume. Im Osten der Vereinigten Staaten findet man sie in Wäldern, im Südwesten an Gewässern und Schwemmland. Die sehr anpassungsfähige Art kann auch in städtischen Bereichen angetroffen werden.

## Lebensweise
Die Falter fliegen künstliche Lichtquellen an und können am Abend beim Blütenbesuch, beispielsweise an Agave parryi, Datura meteloides, Vinca rosea, Saponaria officinalis oder auch an den reifen Früchten von Stenocereus thurberi beobachtet werden.

### Flug- und Raupenzeiten
Im Südwesten der Vereinigten Staaten findet man die Falter von Mai bis Oktober in mehreren Generationen, in Arizona fliegen sie in einer Generation während der Sommerregenfälle. Ansonsten fliegt die Art im Norden ihrer Verbreitung in zwei Generationen von Juli bis November. In Costa Rica fliegen sie das ganze Jahr über, mit einem Maximum im Mai und Juni. Aus Bolivien ist die Art von Januar bis April, im Juni, Oktober und Dezember nachgewiesen.

### Nahrung der Raupen
Die Raupen ernähren sich von einer Reihe von Pflanzen aus verschiedenen Familien. Hauptsächlich fressen sie an Trompetenbaumgewächsen (Bignoniaceae), wie etwa Chilopsis linearis, Tecoma stans oder Tecomaria capensis. Man findet sie aber auch häufig an Eisenkrautgewächsen (Verbenaceae), wie beispielsweise Lantana camara, Callicarpa americana und einigen Aloysia-Arten. Seltener wurden sie  an Eschen (Fraxinus), Stechpalmen (Ilex) und einigen Arten der Kordien (Cordia) nachgewiesen. In Costa Rica fressen die Raupen an einer sehr großen Auswahl von Pflanzenfamilien.

## Entwicklung
Die Weibchen legen ihre Eier an beiden Seiten der Blätter der Raupennahrungspflanzen ab. Die Raupen halten sich während der Ruhephasen auf der Blattunterseite auf, fressen jedoch frei auf der Oberseite sitzend. Die tagaktiven Raupen sind durch ihre Färbung gut getarnt. Die verpuppungsbereiten Raupen vergraben sich mehrere Zentimeter tief im Erdboden und verpuppen sich in einer Kammer mit stark verfestigten Wänden.

## Belege